# 今福南
今福南（いまふくみなみ）は、大阪府大阪市城東区にある町名。現行行政地名は今福南一丁目から今福南四丁目。

## 地理
城東区の東部に位置し、南の西側に新喜多東、東側に放出西、北の西側に今福西、東側に今福東、西に新喜多、東に鶴見区鶴見と接している。

### 河川
- 城北川
- 寝屋川

## 世帯数と人口
2019年（平成31年）3月31日現在の世帯数と人口は以下の通りである。
| 丁目         | 世帯数    | 人口    |
| ------------ | --------- | ------- |
| 今福南一丁目 | 283世帯   | 478人   |
| 今福南二丁目 | 861世帯   | 1,714人 |
| 今福南三丁目 | 154世帯   | 250人   |
| 今福南四丁目 | 2,071世帯 | 3,694人 |
| 計           | 3,369世帯 | 6,136人 |

### 人口の変遷
国勢調査による人口の推移。
| 1995年（平成7年）  | 8,795人 | [ 5 ] |  |
| 2000年（平成12年） | 7,896人 | [ 6 ] |  |
| 2005年（平成17年） | 7,116人 | [ 7 ] |  |
| 2010年（平成22年） | 6,594人 | [ 8 ] |  |
| 2015年（平成27年） | 6,094人 | [ 9 ] |  |

### 世帯数の変遷
国勢調査による世帯数の推移。
| 1995年（平成7年）  | 3,154世帯 | [ 5 ] |  |
| 2000年（平成12年） | 3,079世帯 | [ 6 ] |  |
| 2005年（平成17年） | 3,025世帯 | [ 7 ] |  |
| 2010年（平成22年） | 3,037世帯 | [ 8 ] |  |
| 2015年（平成27年） | 2,968世帯 | [ 9 ] |  |

## 学区
市立小・中学校に通う場合、学区は以下の通りとなる。なお、小学校・中学校入学時に学校選択制度を導入しており、通学区域以外に城東区の小学校・中学校から選択することも可能。
| 丁目         | 番                    | 小学校             | 中学校             |
| ------------ | --------------------- | ------------------ | ------------------ |
| 今福南一丁目 | 8番1～4号 8番35～37号 | 大阪市立聖賢小学校 | 大阪市立蒲生中学校 |
| 今福南一丁目 | 1～7番 8番5～34号 9番 | 大阪市立今福小学校 | 大阪市立放出中学校 |
| 今福南二丁目 | 全域                  | 大阪市立今福小学校 | 大阪市立放出中学校 |
| 今福南三丁目 | 全域                  | 大阪市立今福小学校 | 大阪市立放出中学校 |
| 今福南四丁目 | 全域                  | 大阪市立今福小学校 | 大阪市立放出中学校 |

## 事業所
2016年（平成28年）現在の経済センサス調査による事業所数と従業員数は以下の通りである。
| 丁目         | 事業所数  | 従業員数 |
| ------------ | --------- | -------- |
| 今福南一丁目 | 25事業所  | 140人    |
| 今福南二丁目 | 42事業所  | 200人    |
| 今福南三丁目 | 12事業所  | 483人    |
| 今福南四丁目 | 27事業所  | 97人     |
| 計           | 106事業所 | 920人    |

## 交通
- 国道479号
- 大阪府道168号石切大阪線
- 今里筋

## 施設
- 大阪市立今福小学校
- 皇大神宮

## その他

### 日本郵便
- 〒536-0003[3]（集配局：大阪城東郵便局[13]）